# Mount Tchaikovsky
Mount Tchaikovsky ist ein rund 600 m (nach britischen Angaben 300 m) hoher Berg mit Steilhängen an der Süd- und Ostflanke auf der Alexander-I.-Insel westlich der Antarktischen Halbinsel. Er ragt im nördlichen Teil der Derocher-Halbinsel auf.
Eine Reihe von Bergen in der Umgebung erscheinen erstmals auf Kartenmaterial, das im Zuge der US-amerikanischen Ronne Antarctic Research Expedition (1947–1948) entstand. Den hierzu zählenden Mount Tchaikovsky kartierte der britische Geograph Derek Searle vom Falkland Islands Dependencies Survey 1960 anhand von Luftaufnahmen, die gleichfalls bei dieser Forschungsreise angefertigt wurden. Das UK Antarctic Place-Names Committee benannte den Berg am 2. März 1961 nach dem russischen Komponisten Peter Tschaikowski (1840–1893).